# Vacelna vas
Vacelna vas (nemško Watzelsdorf) je naselje v Občini Velikovec v Okraju Velikovec na Koroškem v Avstriji.